# Onzième district (Constantinople)
Le Onzième District (sur les dix-huit que comporte la division théodosienne de la ville de Constantinople) est celui dans lequel se trouve l'église des saints Apôtres. Il est décrit comme il suit dans la Notitia urbis Constantinopolitanae :
Le Onzième District s'étend sur un espace moins restreint, puisqu'il n'est pas jouxté par la mer. À vrai dire, son territoire comprend aussi bien des zones planes que des zones de collines de tailles variées. On y trouve : l'église des saints Apôtres, le Palatium Flaccillianum, le palais de Pulchérie, le forum du Bœuf, la citerne Arcadiaca et la citerne Modestiaca. Il est constitué de huit quartiers, avec au total 53 maisons, quatre grands portiques, quatorze bains privés, un moulin public et trois privés, ainsi que sept gradus. Les officiers qui y sont présents sont les suivants : un curator, un vernaculus, trente collegiati et cinq vicomagistri.  